# Dira Paes
Ecleidira Maria Fonseca Paes, mais conhecida como Dira Paes (Abaetetuba, 30 de junho de 1969), é uma atriz e apresentadora brasileira. Conhecida por seus papéis cômicos e dramáticos no cinema e na televisão, recebeu inúmeros prêmios, incluindo dois troféus Grande Otelo, dois Prêmios APCA, três Prêmios Guarani, dois Prêmios Qualidade Brasil, e um Prêmio Extra. Paes também foi agraciada com prêmios dos mais importantes festivais de cinema do país, como quatro estatuetas do Festival de Gramado (incluindo o Troféu Oscarito) e cinco troféus pelo Festival de Brasília.
Formada em Filosofia e Artes Cênicas pela Universidade Federal do Estado do Rio de Janeiro, Dira iniciou sua carreira como atriz ao realizar um teste para participar de uma produção norte-americana, intitulada The Emerald Forest, interpretando a indígena Kachiri. Após a participação no filme, passou a construir uma carreira atuando em diversos outros filmes. Em 1987 atuou em seu primeiro filme nacional, Ele, o Boto, como Corina. É uma das atrizes mais premiadas do cinema brasileiro. Em 1996 teve seu primeira papel como protagonista, atuando como a cangaceira Dadá no filme Corisco e Dadá. Por sua performance dramática, recebeu muitos elogios e adquiriu sua primeira de seis indicações ao Prêmio Guarani de Cinema. Em 1997 esteve no elenco do filme histórico Anahy de las misiones, que lhe rendeu seu primeiro Prêmio APCA, um dos mais tradicionais prêmios do Brasil. Em 2001 protagonizou o filme O Casamento de Louise, como a doméstica Luiza. Pela atuação cômica, foi novamente indicada ao Prêmio Guarani e recebeu sua primeira de treze indicações da Academia Brasileira de Cinema ao Grande Otelo, dessa vez como Melhor Atriz.
Paes, ao longo de mais de três décadas de carreira, também se popularizou por outros trabalhos na cinema. Conquistou ainda indicações ao Grande Otelo por suas atuações nos filmes Amarelo Manga (2002), Noite de São João (2003), 2 Filhos de Francisco(2005), Mulheres do Brasil (2006), Baixio das Bestas (2007), A Festa da Menina Morta (2008), Estamos Juntos (2011) e Sudoeste (2012). Em 2013, por sua atuação no filme À Beira do Caminho, foi premiada como Melhor Atriz pela Academia, após nove nomeações, além de ter vencido o Prêmio Guarani de melhor atriz coadjuvante pela terceira vez. Ela voltou a receber elogios por seu desempenho nos filmes Órfãos do Eldorado (2015), Redemoinho (2016) e Divino Amor (2020), recebendo indicações ao Grande Otelo de Melhor Atriz por todos eles. Em 2021 se destacou como a sonhadora Rita no filme dramático Veneza, dirigido por Miguel Falabella, pelo qual ela venceu seu segundo troféu Grande Otelo de Melhor Atriz. Em 2022 estreou nos cinemas o filme biográfico Pureza, onde ela dá vida a protagonista que luta por salvar trabalhadores em condições análogas a escravidão, incluindo seu próprio filho.
Na televisão, Dira começou a trabalhar nas novelas em 1990 atuando em Araponga, da TV Globo. Entretanto, ganhou maior destaque em 1995 na novela Irmãos Coragem, onde atuou como a indígena Potira. Entre o final da década de 1990 e o início dos anos 2000, ela atuou em minisséries, como Dona Flor e Seus Dois Maridos (1998), Chiquinha Gonzaga (1999) e Um Só Coração (2004). Mas foi em 2004 que se consolidou nacionalmente ao interpretar Solineuza no seriado A Diarista, exibido pela TV Globo entre 2004 e 2007. Por seu forte desempenho cômico, recebeu um Prêmio APCA de melhor atriz de humor. Em 2009 voltou a atuar em novela como a perua Norminha em Caminho das Índias, personagem que a popularizou mais ainda no país. Recebeu inúmeros prêmios por esse trabalho, como o Prêmio Qualidade Brasil, Prêmio Extra e Melhores do Ano. Em seguida, passou a se destacar em papéis mais dramáticos nas novelas, como a costureira Marta em Ti Ti Ti (2010), a dona de casa Celeste em Fina Estampa (2011) e a batalhadora Lucimar em Salve Jorge (2012). Em 2014 protagonizou a minissérie Amores Roubados. Desde 2015, é uma das principais mobilizadoras do Criança Esperança. Esteve ainda no elenco principal das novelas Velho Chico (2016), Verão 90 (2019) e Pantanal (2022).

## Carreira

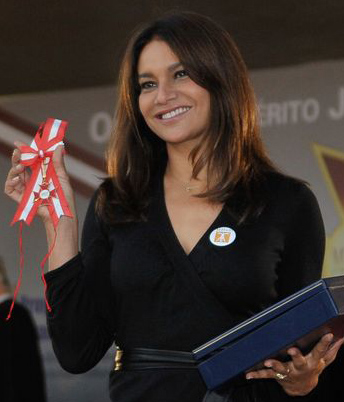
Dira na entrega a Ordem do Mérito Judiciário do Trabalho 2014 no TST.

Sempre teve o sonho de trabalhar com arte dramática, mas tinha poucos recursos para conseguir se formar na área de atuação. Sua trajetória começou a mudar ao ter a ideia de se inscrever para uma seleção em uma produção norte-americana dirigida pelo produtor John Boorman, que selecionava jovens brasileiras para atuar, mesmo sem ter formação na área dramática. Dira conseguiu passar em todas as fases: Beleza, biótipo específico, teste de gravação de textos e atuação improvisada. Por seu inato talento, passou em primeiro lugar e desbancou 500 candidatas, e assim em 1985 foi para o Estados Unidos sozinha e atuou no filme "A Floresta das Esmeraldas". A partir daí, sua carreira no cinema brasileiro só cresceu. Após o fim do filme, voltou para Belém, mas passou a viajar por todo o país fazendo novos filmes. Em 1987, já com melhores condições financeiras devido ao filme, decidiu sair do Pará e viver sozinha na Cidade do Rio de Janeiro, com apenas 18 anos. Já fazendo muito sucesso nas telas de cinema, estreou em telenovelas em 1990, contratada pela TV Globo, após fazer testes e ter passado com boa colocação.
Integrou o elenco fixo da série A Diarista, da Rede Globo, mostrando possuir, além do seu lado dramático, o seu grande talento para a comédia. No teatro já participou de pelo menos três peças. É associada ao Movimento dos Direitos Humanos. Em 2005, interpretou Helena, mãe da dupla Zezé Di Camargo & Luciano, no filme Dois Filhos de Francisco, que narrava a história da carreira e da vida da dupla que se tornaria um sucesso na música sertaneja. No teatro, participou das montagens de Meu Destino é Pecar, a partir de folhetins de Nelson Rodrigues, e O Avarento, de Molière. Em 2010, atua em Caderno de Memórias. e A Caligrafia de Dona Sofia.

### Na televisão
Iniciou sua trajetória em 1986 como Karine em Carne de Sol, obra da Rede Bandeirantes. No início da década de 1990, foi para Rede Globo viver Nininha na telenovela Araponga e Potira em Irmãos Coragem. Concluiu o período na pele de Celeste na minissérie Dona Flor e Seus Dois Maridos, além de interpretar Vitalina na segunda fase de Chiquinha Gonzaga e Palmira em Força de um Desejo.
No início da década de 2000, deu vida a Magnólia Cavalcanti na minissérie Um Só Coração, mas destacou-se por fazer parte do elenco da série A Diarista por quatro temporadas como Solineuza. Em 2005, foi apresentadora do programa Brasil Feito à Mão, do canal de televisão por assinatura GNT. Em 2009 caiu na boca do povo ao interpretar a periguete Norminha em Caminho das Índias, de Glória Perez.
No início da década de 2010, viveu Celeste, na novela Fina Estampa de Aguinaldo Silva. Sua personagem era uma mulher sofredora que vivia apanhando do marido Baltazar (Alexandre Nero), posteriormente criando coragem para enfrentá-lo. Em 2012, protagonizou o episódio "A Doméstica de Vitória" da série As Brasileiras como a empregada Cleonice, e no mesmo ano esteve em Salve Jorge interpretando a batalhadora Lucimar na novela de Glória Perez. Em 2014, interpretou a rica Celeste, na minissérie Amores Roubados. Nesse mesmo ano, interpretará a inspetora Rosa, no remake de O Rebu. Em 2018, a atriz rodou o longa  Pureza interpretando o papel título, a sequencia Ó Paí, Ó 2. Em 2015 vira mobilizadora e apresentadora do Criança Esperança. Em 2019, faz Verão 90, como Janaína, rival de Lidiane (Cláudia Raia).

### No cinema
Estreou nas telonas em 1985 vivendo Kachiri em The Emerald Forest. Dois anos depois, esteve no elenco de Ele, o Boto como Corina (eleita 'Melhor Atriz Coadjuvante' no Festival de Natal) e na obra francesa Au Bout du Rouleau. Iniciou a década de 1990 nos longas Corpo em Delito, O Filme da Minha Vida como Alvarina e Obra do Destino. Em 1996, ao protagonizar Dadá em Corisco & Dadá, sua personagem garantiu o prêmio de 'Melhor Atriz' pelo Festival de Brasília, repetindo o mesmo em Anahy de las Misiones, mas pela categoria 'Melhor Atriz Coadjuvante'. Concluiu esta década atuando em Lendas Amazônicas e em Castro Alves - Retrato Falado do Poeta.
Na década de 2000, viveu Amanda em Cronicamente Inviável, além de participar em Vida e Obra de Ramiro Miguez e no curta-metragem Estado de Alerta. Nos dois anos seguintes, deu vida a personagem Luzia em O Casamento de Louise, Kika em Amarelo Manga, além de protagonizar Lua Cambará em Lua Cambará - Nas Escadarias do Palácio. Nos anos de 2003 e 2004, encarnou na pele de Joana em Noite de São João (eleita 'Melhor Atriz Coadjuvante' pelo Festival de Gramado) e Cléia em Meu Tio Matou um Cara. Em 2005, esteve em cartaz três vezes: foi a personagem principal como Celeste em Celeste e Estrela, esteve na pele de uma prostituta no curta Incuráveis e viveu Dona Helena, em 2 Filhos de Francisco. No ano seguinte, foi uma prostituta em Baixio das Bestas e Júlia em Mulheres do Brasil. Encerrou o decênio como Psilene em Ó Paí, Ó, Marina em A Grande Família: O Filme e Diana em A Festa da Menina Morta.
Na década de 2010, esteve nos curtas Ribeirinhos do Asfalto e no papel principal de Matinta. Em 2011, deu vida a Leonora em Estamos Juntos e Conceição em Sudoeste. No ano seguinte, interpretou Leila em E Aí... Comeu? e Rosa em À Beira do Caminho. Entre 2013 e 2014, esteve no elenco de Os Amigos e Encantados, esta última, dando vida a Cotinha. Logo em seguida, atuou como Florita em Órfãos do Eldorado e Mulheres no Poder como a senadora Pilar. Em 2017, foi uma ex-prostituta em Redemoinho, deu voz original a policial Janine no filme de animação Lino - O Filme: Uma Aventura de Sete Vidas, além de participar do curta Beyond The Gate / Além do Portão. Posteriormente, integrou o elenco de Veneza como Rita, além de viver a personagem principal em Pureza - O Filme. Concluiu seu trabalho nesta década como Joana em Divino Amor, além de atuar em Ó Paí, Ó 2.

## Vida pessoal

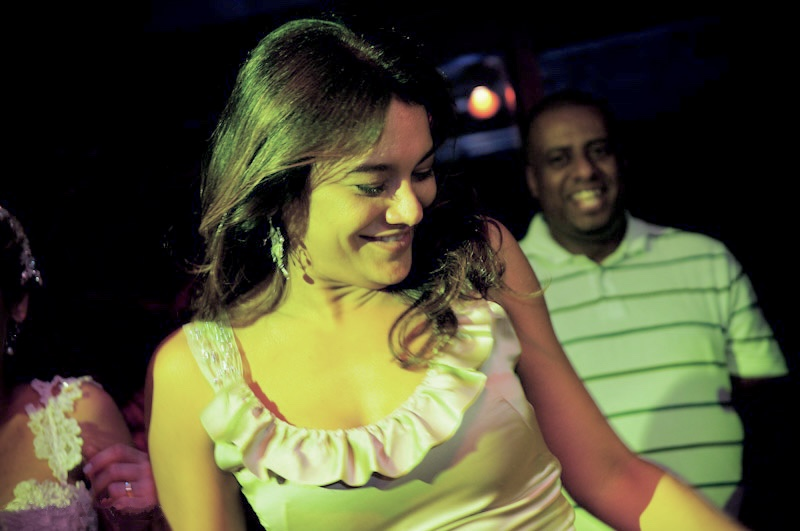
Dira Paes em 2009.

Descendente de ameríndios e portugueses, se identifica como cabocla amazônica. Dira Paes nasceu em Abaetetuba, no interior do Estado do Pará, mas foi criada na capital paraense, ou seja em Belém, teve uma infância bem simples ao lado de seus 7 irmãos. Dira Sempre quis atuar e apesar das dificuldades financeiras, não desistiu deste objetivo.
Dira Paes é graduada em Filosofia e Artes Cênicas, pela UNIRIO. A atriz foi casada duas vezes. Começou a namorar seu primeiro marido, o roteirista Gustavo Fernandez, no fim dos anos 1980, assim que veio morar no Rio de Janeiro. Foram viver juntos em 1996. Em 1999, Dira e o marido compraram um terreno no bairro da Barra da Tijuca para construir casa e viver juntos. Em 2003, começaram a construir a casa em que pretendiam morar, onde planejavam fazer um sítio, mas o casamento terminou em 2005. Após a separação, Dira ficou com a casa.
Em 2006, já vivendo em seu sítio, começou a namorar o assistente de câmera Pablo Baião, nove anos mais novo. No início de 2007, após um ano de namoro, Pablo foi morar na casa da atriz. Em setembro do mesmo ano, Dira, sem planejar, descobriu estar grávida de seu primeiro filho: A atriz sempre adiou a maternidade em prol da carreira, pensando em começar a ter filhos somente aos quarenta.
A gravidez de Dira foi complicada, tendo tido placenta prévia e risco de parto prematuro, por causa de sua idade, grávida pela primeira vez aos 38 anos, necessitando de repouso absoluto. Apesar disto, contava com apoio da família, do marido e de seu sogro, que era seu ultrassonografista.  Em 24 de abril de 2008, Dira Paes deu à luz através de cesariana, no Rio de Janeiro, em um parto prematuro de 7 meses, seu primeiro filho, Inácio Paes Baião. Após o nascimento do menino, Dira passou a querer ter mais filhos, pois sempre sonhou em ter uma família grande. Por mais de um ano, o casal tentou ter outro filho. Realizando tratamento de fertilização, chegou a engravidar duas vezes, em 2009 e em 2010, mas sofreu dois abortos espontâneos, por coincidência, com nove semanas em ambas as gestações.
Em 2012, a atriz voltou a realizar tratamentos hormonais e fertilização, onde, em 24 de outubro de 2015, nasceu, também de cesariana no Rio de Janeiro, seu segundo filho, Martim Paes Baião.
É torcedora do Botafogo de Futebol e Regatas, o qual começou a acompanhar por conta do pai, Edir. 

### Outras atividades
É uma das dirigentes do Movimento Humanos Direitos desde 2003. Representando-a, recebeu em 11 de agosto de 2014 a Ordem do Mérito Judiciário do Trabalho concedido pelo Tribunal Superior do Trabalho.

## Filmografia

### Televisão
| Ano       | Título                                           | Personagem                              | Notas                                         |
| --------- | ------------------------------------------------ | --------------------------------------- | --------------------------------------------- |
| 1986      | Carne de Sol                                     | Karine                                  |                                               |
| 1990      | Araponga                                         | Ana Maria (Nininha)                     |                                               |
| 1995      | Irmãos Coragem                                   | Potira                                  |                                               |
| 1998      | Dona Flor e Seus Dois Maridos                    | Celeste                                 |                                               |
| 1999      | Chiquinha Gonzaga                                | Vitalina                                |                                               |
| 1999      | Força de Um Desejo                               | Palmira                                 |                                               |
| 2003      | A Diarista                                       | Solineuza de Souza (Pôia) / Sônia Neiva | Especial de fim de ano                        |
| 2004–2007 | A Diarista                                       | Solineuza de Souza (Pôia) / Sônia Neiva |                                               |
| 2004      | Um Só Coração                                    | Magnólia Cavalcanti                     |                                               |
| 2005–2007 | Brasil Feito à Mão                               | Apresentadora                           |                                               |
| 2007      | A Grande Família                                 | Deise                                   | Episódio: "Eles Só Pensam Naquilo"            |
| 2008      | Casos e Acasos                                   | Gisele                                  | Episódio: "O Encontro, O Assédio e O Convite" |
| 2009      | Caminho das Índias                               | Norma Almeida (Norminha)                |                                               |
| 2009      | Chico e Amigos                                   | Nair                                    | Especial de fim de ano                        |
| 2009      | Zorra Total                                      | Ela mesma / Norma Almeida (Norminha)    | Episódio: "12 de setembro"                    |
| 2009      | Casseta & Planeta, Urgente!                      | Norma Almeida (Norminha)                | Episódio: "15 de setembro"                    |
| 2010      | Ti Ti Ti                                         | Marta Moura                             |                                               |
| 2011      | Fina Estampa                                     | Celeste Souza Fonseca                   |                                               |
| 2012      | As Brasileiras                                   | Cleonice                                | Episódio: "A Doméstica de Vitória"            |
| 2012      | Salve Jorge                                      | Lucimar Ribeiro                         |                                               |
| 2014      | Amores Roubados                                  | Celeste Cavalcanti                      |                                               |
| 2014      | O Rebu                                           | Detetive Rosa Nolasco                   |                                               |
| 2015      | Babilônia                                        | Ela mesma                               | Episódios: "18–21 de julho"                   |
| 2015–2019 | Criança Esperança                                | Apresentadora                           |                                               |
| 2016      | Velho Chico                                      | Beatriz Raposeiro dos Anjos             |                                               |
| 2017      | Segredos de Justiça                              | Advogada                                | Episódio: "Mas eu Amo Aquele Homem"           |
| 2018      | Tá no Ar: a TV na TV                             | Ela mesma                               | Episódio: "20 de fevereiro"                   |
| 2018–2025 | Oscar                                            | Comentarista                            |                                               |
| 2019      | Verão 90                                         | Janaína Guerreiro                       |                                               |
| 2020      | As Five                                          | Alice Guimarães                         | Episódio: "2"                                 |
| 2022      | Pantanal                                         | Filomena Aparecida (Filó)               |                                               |
| 2022      | Relatos do Front − A Outra Face do Cartão Postal | Narradora                               |                                               |
| 2025      | Falas da Terra                                   | Apresentadora                           | Homenagem ao dia dos Povos Indígenas          |
| 2025      | Show 60 Anos                                     | Solineuza da Silva (Pôia)               | Especial dos 60 Anos da Globo                 |
| 2025      | Encantado's                                      | Solineuza da Silva (Pôia)               | Episódio: "#VidasSolteirasImportam"           |
| 2025      | Pablo & Luisão                                   | Dona Conceição Vieira da Silva (Ceição) |                                               |
| 2025      | Três Graças                                      | Lígia Maria das Graças                  |                                               |

### Cinema
| Ano  | Filme                                      | Personagem                 | Nota           |
| ---- | ------------------------------------------ | -------------------------- | -------------- |
| 1985 | The Emerald Forest                         | Kachiri                    |                |
| 1987 | Ele, o Boto                                | Corina                     |                |
| 1987 | Au Bout du Rouleau                         |                            |                |
| 1990 | Corpo em Delito                            |                            |                |
| 1991 | O Filme da Minha Vida                      | Alvarina                   |                |
| 1994 | Obra do Destino                            |                            |                |
| 1996 | Corisco & Dadá                             | Dadá                       |                |
| 1997 | Anahy de las Misiones                      | Luna                       |                |
| 1998 | Lendas Amazônicas                          |                            |                |
| 1999 | Castro Alves - Retrato Falado do Poeta     | Leonidia                   |                |
| 2000 | Cronicamente Inviável                      | Amanda                     |                |
| 2000 | Vida e Obra de Ramiro Miguez               |                            |                |
| 2000 | Estado de Alerta                           | Luiza                      | Curta-metragem |
| 2001 | O Casamento de Louise                      | Luiza                      |                |
| 2002 | Amarelo Manga                              | Kika                       |                |
| 2002 | Lua Cambará: Nas Escadarias do Palácio     | Lua Cambará                |                |
| 2003 | Noite de São João                          | Joana                      |                |
| 2004 | Meu Tio Matou um Cara                      | Cleia                      |                |
| 2005 | Celeste & Estrela                          | Celeste Espírito Santo     |                |
| 2005 | Incuráveis                                 | Mulher                     | Curta-metragem |
| 2005 | 2 Filhos de Francisco                      | Helena Siqueira de Camargo |                |
| 2006 | Baixio das Bestas                          | Bela                       |                |
| 2006 | Mulheres do Brasil                         | Júlia                      |                |
| 2007 | Ó Paí, Ó                                   | Psilene                    |                |
| 2007 | A Grande Família - O Filme                 | Marina                     |                |
| 2008 | A Festa da Menina Morta                    | Diana                      |                |
| 2010 | Ribeirinhos do Asfalto                     | Rosa                       | Curta-metragem |
| 2010 | Matinta                                    | Walkíria / Matinta         | Curta-metragem |
| 2011 | Até a Vista                                |                            | Curta-metragem |
| 2011 | Estamos Juntos                             | Leonora                    |                |
| 2011 | Sudoeste                                   | Conceição                  |                |
| 2012 | E Aí... Comeu?                             | Leila                      |                |
| 2012 | À Beira do Caminho                         | Rosa                       |                |
| 2013 | Os Amigos                                  | Majú                       |                |
| 2014 | Encantados                                 | Cotinha                    |                |
| 2014 | O Segredo dos Diamantes                    | mãe de Ângelo              |                |
| 2015 | Órfãos do Eldorado                         | Florita                    |                |
| 2015 | Mulheres no Poder                          | Senadora Maria Pilar       |                |
| 2017 | Redemoinho                                 | Toninha                    |                |
| 2017 | Lino - O Filme: Uma Aventura de Sete Vidas | Janine                     | Voz original   |
| 2017 | Beyond The Gate / Além do Portão           | Cecilia                    | Curta-metragem |
| 2018 | Idade da Água                              | Ela mesma/ narradora       | Documentário   |
| 2019 | Divino Amor                                | Joana                      |                |
| 2021 | Veneza                                     | Rita                       |                |
| 2021 | Mise en Scène: a Artesania do Artista      | Ela mesma                  | Documentário   |
| 2022 | Pureza                                     | Dona Pureza Lopes Loyola   |                |
| 2023 | Ó Paí, Ó 2                                 | Psilene                    |                |
| 2025 | Manas                                      | Aretha                     |                |
| 2025 | Pasárgada                                  | Irene                      |                |
| 2025 | Agentes Especiais                          | Onça                       |                |
| TBA  | Sedução                                    | Maria Rita                 |                |

## Teatro
| Ano  | Título                     | Papel      |
| ---- | -------------------------- | ---------- |
| 1992 | Capitães da Areia          |            |
| 1997 | O Capataz de Salema        | Luzia      |
| 2000 | O Avarento                 | Mariana    |
| 2002 | Meu Destino é Pecar        |            |
| 2010 | Caderno de Memórias        | Mulher     |
| 2014 | A Caligrafia de Dona Sofia | Dona Sofia |

## Prêmios e indicações
| Ano  | Premiação                                | Categoria                                      | Trabalho                       | Resultado |
| ---- | ---------------------------------------- | ---------------------------------------------- | ------------------------------ | --------- |
| 1996 | Festival de Cinema de Brasília           | Melhor Atriz                                   | Corisco & Dadá                 | Venceu    |
| 1996 | Festival Audiovisual de Florianópolis    | Melhor Atriz                                   | Corisco & Dadá                 | Venceu    |
| 1996 | Festival de Cinema e Vídeo de Cuiabá     | Melhor Atriz                                   | Corisco & Dadá                 | Venceu    |
| 1997 | Prêmio Guarani de Cinema Brasileiro      | Melhor Atriz                                   | Corisco & Dadá                 | Indicada  |
| 1997 | Festival de Cinema de Brasília           | Melhor Atriz Coadjuvante                       | Anahy de las Misiones          | Venceu    |
| 1998 | Troféu APCA                              | Melhor Atriz Coadjuvante                       | Anahy de las Misiones          | Venceu    |
| 1998 | Festival de Cinema e TV de Natal         | Melhor Atriz Coadjuvante                       | Ele, o Boto                    | Venceu    |
| 2001 | Festival de Cinema e Vídeo de Cuiabá     | Melhor Atriz                                   | O Casamento de Louise          | Venceu    |
| 2001 | Festival de Cinema e TV de Natal         | Melhor Atriz                                   | O Casamento de Louise          | Venceu    |
| 2002 | Grande Prêmio do Cinema Brasileiro       | Melhor Atriz                                   | O Casamento de Louise          | Indicada  |
| 2002 | Prêmio Guarani de Cinema Brasileiro      | Melhor Atriz                                   | O Casamento de Louise          | Indicada  |
| 2002 | Festival de Cinema de Brasília           | Melhor Atriz                                   | Amarelo Manga                  | Venceu    |
| 2003 | Cine Ceará - Festival de Cinema e Vídeo  | Melhor Atriz                                   | Amarelo Manga                  | Venceu    |
| 2003 | Prêmio Arte Qualidade Brasil - SP        | Melhor Atriz Coadjuvante                       | Amarelo Manga                  | Indicada  |
| 2003 | Prêmio Arte Qualidade Brasil - RJ        | Melhor Atriz Coadjuvante                       | Amarelo Manga                  | Indicada  |
| 2003 | Festival de Cinema de Gramado            | Melhor Atriz Coadjuvante                       | Noite de São João              | Venceu    |
| 2004 | Grande Prêmio do Cinema Brasileiro       | Melhor Atriz                                   | Amarelo Manga                  | Indicada  |
| 2005 | Grande Prêmio do Cinema Brasileiro       | Melhor Atriz Coadjuvante                       | Noite de São João              | Indicada  |
| 2005 | Prêmio Master - Jornal dos Clubes        | Melhor Atriz                                   | A Diarista                     | Venceu    |
| 2005 | Prêmio Arte Qualidade Brasil - SP        | Melhor Atriz Coadjuvante                       | 2 Filhos de Francisco          | Venceu    |
| 2005 | Prêmio Arte Qualidade Brasil - RJ        | Melhor Atriz Coadjuvante                       | 2 Filhos de Francisco          | Indicada  |
| 2006 | Festival de Cinema de Brasília           | Melhor Atriz Coadjuvante                       | Baixio das Bestas              | Venceu    |
| 2006 | Prêmio Contigo! de Cinema Nacional       | Melhor Atriz Coadjuvante (júri oficial)        | Meu Tio Matou um Cara          | Indicada  |
| 2006 | Prêmio Contigo! de Cinema Nacional       | Melhor Atriz (júri oficial)                    | 2 Filhos de Francisco          | Indicada  |
| 2006 | Prêmio Contigo! de Cinema Nacional       | Melhor Atriz (júri popular)                    | 2 Filhos de Francisco          | Venceu    |
| 2006 | Prêmio Guarani de Cinema Brasileiro      | Melhor Atriz Coadjuvante                       | 2 Filhos de Francisco          | Venceu    |
| 2007 | Grande Prêmio do Cinema Brasileiro       | Melhor Atriz                                   | 2 Filhos de Francisco          | Indicada  |
| 2007 | Grande Prêmio do Cinema Brasileiro       | Melhor Atriz Coadjuvante                       | Mulheres do Brasil             | Indicada  |
| 2007 | CinePort - Festival de Cinema Português  | Melhor Atriz Coadjuvante                       | Mulheres do Brasil             | Venceu    |
| 2007 | Prêmio APCA de Televisão                 | Melhor Humor                                   | A Diarista                     | Venceu    |
| 2007 | Melhores do Ano - IG                     | Melhor Comediante                              | A Diarista                     | Indicada  |
| 2008 | Grande Prêmio do Cinema Brasileiro       | Melhor Atriz                                   | Baixio das Bestas              | Indicada  |
| 2008 | Prêmio Guarani de Cinema Brasileiro      | Melhor Atriz Coadjuvante                       | Baixio das Bestas              | Venceu    |
| 2008 | Festival de Cinema Brasileiro de Paris   | Melhor Atriz                                   | Incuráveis                     | Venceu    |
| 2009 | Melhores do Ano                          | Melhor Atriz Coadjuvante                       | Caminho das Índias             | Venceu    |
| 2009 | Prêmio Arte Qualidade Brasil             | Melhor Atriz Coadjuvante                       | Caminho das Índias             | Venceu    |
| 2009 | Prêmio Extra de Televisão                | Melhor Atriz Coadjuvante                       | Caminho das Índias             | Venceu    |
| 2009 | Prêmio Contigo! de TV                    | Melhor Atriz Coadjuvante                       | Caminho das Índias             | Venceu    |
| 2009 | Jornal Diário Gaúcho                     | Melhor Atriz                                   | Caminho das Índias             | Venceu    |
| 2009 | Festival de Cinema de Gramado            | Kikito                                         | Homenagem                      | Venceu    |
| 2010 | Festival de Cinema de Brasília           | Melhor Atriz de curta-metragem                 | Matinta                        | Venceu    |
| 2010 | Grande Prêmio do Cinema Brasileiro       | Melhor Atriz Coadjuvante                       | A Festa da Menina Morta        | Indicada  |
| 2011 | Festival de Cinema de Gramado            | Melhor Atriz de curta-metragem                 | Ribeirinhos do Asfalto         | Venceu    |
| 2011 | Festival de Cinema e TV de Natal         | Melhor Atriz Coadjuvante                       | Estamos Juntos                 | Venceu    |
| 2012 | Grande Prêmio do Cinema Brasileiro       | Melhor Atriz Coadjuvante                       | Estamos Juntos                 | Indicada  |
| 2013 | Prêmio Guarani de Cinema Brasileiro      | Melhor Atriz Coadjuvante                       | À Beira do Caminho             | Venceu    |
| 2013 | Grande Prêmio do Cinema Brasileiro       | Melhor Atriz                                   | À Beira do Caminho             | Venceu    |
| 2013 | Grande Prêmio do Cinema Brasileiro       | Melhor Atriz Coadjuvante                       | Sudoeste                       | Indicada  |
| 2014 | Prêmio Extra de Televisão                | Melhor Atriz Coadjuvante                       | Amores Roubados                | Indicada  |
| 2014 | Prêmio F5                                | Atriz Coadjuvante do Ano (serie ou minissérie) | Amores Roubados                | Indicada  |
| 2014 | Prêmio Contigo! de TV                    | Melhor Atriz de Série ou Minissérie            | Amores Roubados                | Venceu    |
| 2014 | Prêmio Contigo! de TV                    | Mulher Extraordinária                          | ONG Movimento Humanos Direitos | Venceu    |
| 2014 | Prêmio Trip Transformadores              | Homenagem                                      | ONG Movimento Humanos Direitos | Venceu    |
| 2015 | Festival Sesc Melhores Filmes            | Melhor Atriz Nacional                          | Os Amigos                      | Indicada  |
| 2015 | Prêmio Quem                              | Melhor Atriz de Cinema                         | Órfãos do Eldorado             | Indicada  |
| 2016 | Grande Prêmio do Cinema Brasileiro       | Melhor Atriz                                   | Órfãos do Eldorado             | Indicada  |
| 2016 | Los Angeles Brazilian Film Festival      | Melhor Atriz                                   | Órfãos do Eldorado             | Venceu    |
| 2016 | Festival de Cinema de Vitória            | Homenagem                                      | Dedicação ao cinema            | Venceu    |
| 2016 | Melhores do Ano                          | Melhor Atriz Coadjuvante                       | Velho Chico                    | Indicada  |
| 2017 | Festival de Cinema de Gramado            | Troféu Oscarito                                | Pelo conjunto da obra          | Venceu    |
| 2018 | Grande Prêmio do Cinema Brasileiro       | Melhor Atriz                                   | Redemoinho                     | Indicada  |
| 2019 | Brazilian Film Festival of Miami         | Homenagem                                      | Conjunto da Obra               | Venceu    |
| 2020 | Grande Prêmio do Cinema Brasileiro       | Melhor Atriz                                   | Divino Amor                    | Indicada  |
| 2020 | Prêmio Guarani de Cinema Brasileiro      | Melhor Atriz                                   | Divino Amor                    | Indicada  |
| 2020 | Festival Sesc Melhores Filmes            | Melhor Atriz Nacional                          | Divino Amor                    | Indicada  |
| 2020 | Miami Brazilian Film Festival            | Melhor Atriz                                   | Pureza                         | Venceu    |
| 2020 | Salento International Film Festival      | Melhor Atriz                                   | Pureza                         | Venceu    |
| 2020 | Seattle Latino Film Festival             | Melhor Atriz Protagonista                      | Pureza                         | Venceu    |
| 2020 | Festival de Cinema de Vitória            | Melhor Interpretação de Longa-metragem         | Pureza                         | Venceu    |
| 2021 | FESTin                                   | Melhor Atriz                                   | Pureza                         | Venceu    |
| 2022 | Festival Sesc Melhores Filmes            | Melhor Atriz Nacional                          | Veneza                         | Indicada  |
| 2022 | Grande Prêmio do Cinema Brasileiro       | Melhor Atriz                                   | Veneza                         | Venceu    |
| 2022 | CCXP Awards                              | Melhor Atriz Filme (Brasil)                    | Veneza                         | Indicada  |
| 2022 | Prêmio Guarani de Cinema Brasileiro      | Melhor Atriz                                   | Veneza                         | Indicada  |
| 2022 | Melhores do Ano NaTelinha                | Melhor Atriz                                   | Pantanal                       | Indicada  |
| 2022 | Melhores do Ano                          | Atriz de Novela                                | Pantanal                       | Indicada  |
| 2022 | Prêmio Área VIP                          | Melhor Atriz                                   | Pantanal                       | Indicada  |
| 2023 | Troféu Internet                          | Melhor Atriz de Novela                         | Pantanal                       | Pendente  |
| 2023 | Prêmio APCA de Televisão                 | Melhor Atriz                                   | Pantanal                       | Indicada  |
| 2023 | Prêmio iBest                             | Influenciador Protagonista                     | Pantanal                       | Indicada  |
| 2023 | Festival Sesc Melhores Filmes            | Melhor Atriz Nacional                          | Pureza                         | Indicada  |
| 2023 | Grande Prêmio do Cinema Brasileiro       | Melhor Atriz                                   | Pureza                         | Venceu    |
| 2023 | Prêmio Guarani de Cinema Brasileiro      | Melhor Atriz                                   | Pureza                         | Indicada  |
| 2024 | Prêmio iBest                             | Influenciador Pará                             | Dira Paes                      | Top 10    |
| 2024 | Prêmio iBest                             | Protagonista Influenciador                     | Dira Paes                      | Indicada  |
| 2025 | Festival de Cinema Brasileiro de Paris   | Troféu Jangada                                 | Homenagem                      | Venceu    |
| 2025 | Prêmio Grande Otelo do Cinema Brasileiro | Melhor Primeira Direção de Longa-metragem      | Pasárgada                      | Pendente  |
| 2025 | Prêmio Grande Otelo do Cinema Brasileiro | Melhor Atriz de Longa-metragem                 | Pasárgada                      | Pendente  |